# Saropogon pittoproctus
Saropogon pittoproctus är en tvåvingeart som beskrevs av Friedrich Hermann Loew 1873. Saropogon pittoproctus ingår i släktet Saropogon och familjen rovflugor. Inga underarter finns listade i Catalogue of Life.